# Coelemu
Coelemu este un oraș cu 16.082 locuitori (2002) din regiunea Biobío, Chile.